# ファロ大聖堂

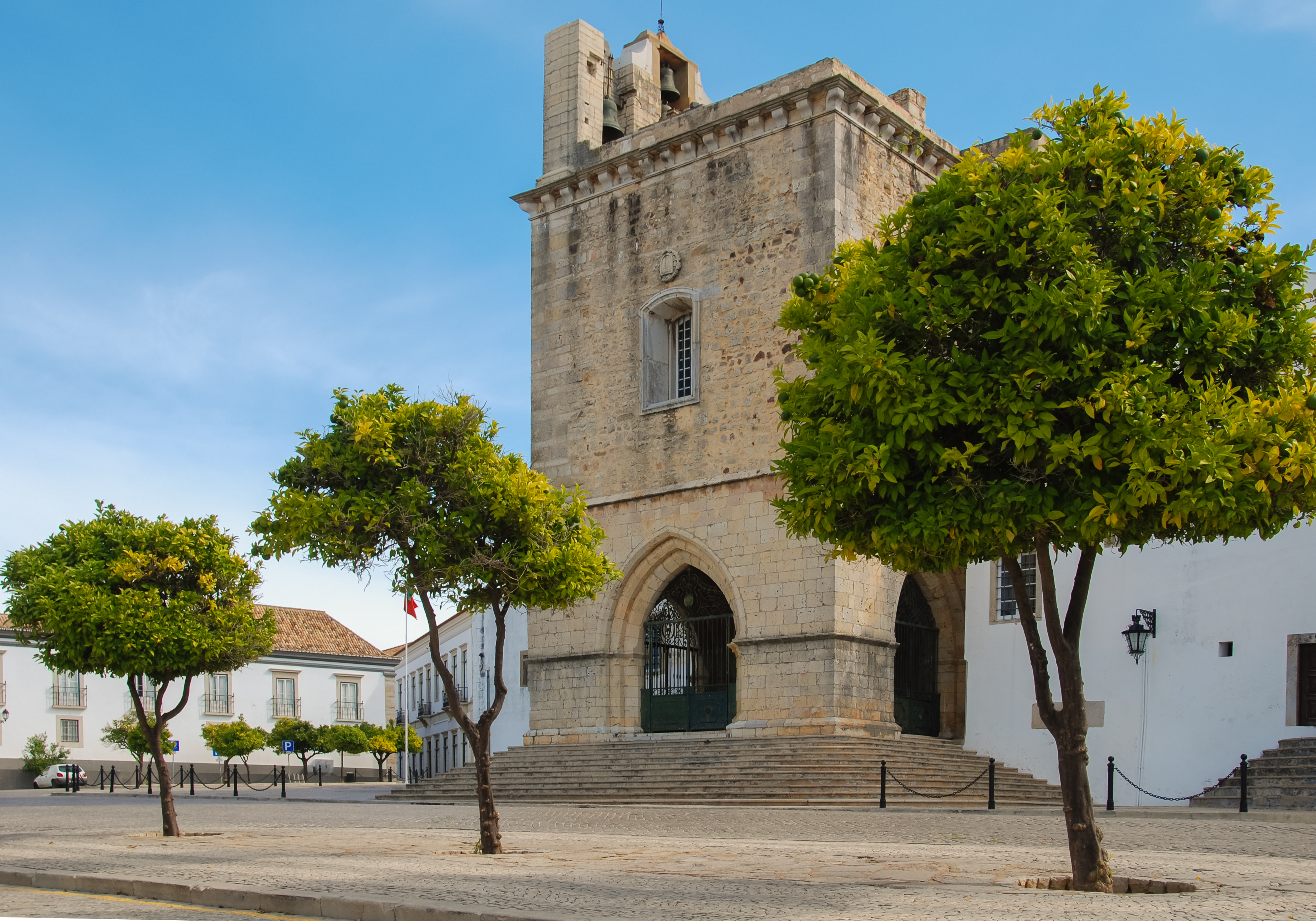
ファロ大聖堂

ファロ大聖堂（ポルトガル語: Sé Catedral de Faro）は、ポルトガル南西部、アルガルヴェ地方ファロにあるカトリック教会の大聖堂。

## 歴史
現在ファロ大聖堂が建てられている場所は、かつて古代ローマ時代はフォルムが建てられており、その後のイスラーム支配下ではモスクが建てられていた。レコンキスタによって12世紀にポルトガル王国が建国され、その後13世紀になってブラガ大主教D. João Viegasが聖母マリアに捧げるためにこの大聖堂を建てた。1540年にジョアン3世が司教座聖堂の地位を、シルヴェス大聖堂からこの大聖堂に移したが、1596年にイングランド王国のエセックス伯による攻撃で破壊され、1722年と1755年の地震によっても大きな被害を受けた。その後、塔の1階部分と2つのチャペル部分を除いて改築された。

## 建物
建物内部は3つの身廊が並んでいる形状で、トスカナ式オーダーの柱で支えられており、中央身廊の内陣には聖母マリア、聖ペテロと聖パウロの像が飾られている。聖堂内の装飾品は17世紀から18世紀にかけてのものである。